# Transferwissenschaft
Transferwissenschaft bezieht sich auf zwei verwandte, aber eigenständige Forschungsrichtungen am Schnittpunkt zwischen Wirtschafts-, Geistes- und Sozialwissenschaften. Beide Forschungsrichtungen begründen gemeinsam ein Forschungsfeld, das sich mit den theoretischen und praktischen Bedingungen des Wissensaustausches zwischen unterschiedlichen Akteuren, Organisationen und Gesellschaftsbereichen beschäftigt.

## Transferwissenschaft (Linguistik)
Transferwissenschaft ist eine Ende der 1990er-Jahre aufgekommene interdisziplinäre Forschungsrichtung. Ihr Arbeitsfeld ist die Untersuchung und Verbesserung der sozialen, medialen und vor allem linguistischen Formen des Wissenstransfers und insbesondere der Wissenskommunikation.
Der Begriff Transferwissenschaft ist 1999 im Rahmen einer Fachtagung in Göttingen unter Federführung von Gerd Antos und Sigurd Wichter entstanden. Antos und Wichter haben eine eigene Buchreihe mit dem Titel Transferwissenschaften ins Leben gerufen und betreiben eine Internet-Plattform.
Die Frage, welche Schritte notwendig sind, um Wissen besser zu transferieren, kann innerhalb der Linguistik einer Reihe von Teilbereichen zugeordnet werden: der Onomasiologie, der Translationswissenschaft und der Experten-Laien-Kommunikation. Aus dem Bereich der Translationswissenschaft sind Arbeiten von Susanne Göpferich zu nennen, aus jenem der psychologisch orientierten Experten-Laien-Kommunikation jene von Rainer Bromme und seinen Mitarbeitern. Aus dem Bereich der Onomasiologie hat sich Joachim Grzega in letzter Zeit mit Fragen des Wissenstransfers beschäftigt.

## Transferwissenschaft (Wissenschafts- und Hochschulforschung)
Im Verbundprojekt Transferwissenschaft  beforschen seit 2019 das Center for Responsible Research and Innovation (CeRRI) des Fraunhofer-Instituts für Arbeitswirtschaft und Organisation (Fraunhofer IAO) und die Technische Universität Berlin (TUB) den interorganisationalen Wissens- und Technologietransfer in seiner Bedeutung für Innovationsökosysteme. Mit sozialwissenschaftlichen Methoden werden die Voraussetzungen für eine evidenzbasierte Gestaltung des Wissenstransfers durch Akteure in Wissenschaftsmanagement und Wissenschaftspolitik geschaffen.
Das Ziel des Projekts besteht darin, die Elemente einer Fachdisziplin Transferwissenschaft prototypisch zu umreißen. Zu diesem Zweck wird ein Lehrfeld Transfer entwickelt, das Studierende und akademischen Nachwuchs für den Wissens- und Technologietransfer in Forschung und Beruf ausbildet; ein Forschungsfeld Transfer abgesteckt, in welchem die bestehenden Forschungslücken bezogen auf den Wissens- und Technologietransfer erforscht und geschlossen werden; sowie neue Mechanismen erprobt werden, um die Ergebnisse aus dem Forschungsfeld für eine Stärkung des Wissens- und Technologietransfer nutzbar zu machen.
Das Projekt ist transdisziplinär und anwendungsorientiert angelegt, um Hürden im Bereich des Wissensaustausches über disziplinäre, kulturelle und institutionelle Grenzen hinweg abzubauen und außerwissenschaftliche Akteure zu integrieren. Entsprechend wird ein breites Transferverständnis zugrunde gelegt, das Wissensaustausch nicht als einen einseitig gerichteten Prozess von der Wissenschaft in die Gesellschaft oder Wirtschaft versteht, sondern als multidirektionalen Austausch mit dem Ziel, Kollaboration und Ko-Kreation zu ermöglichen, begreift.
Damit schließt das Projekt an eine Transferperspektive an, die in den letzten Jahren "vom vorwiegend die Wirtschaft betreffenden klassischen Technologietransfer zum Wissenstransfer in die Gesellschaft, der wiederum den Technologietransfer einschließt. Forschung über Transfer findet demzufolge in einem vergrößerten Fächerspektrum und zu einem breiteren Kreis von Fragestellungen statt: Ursprünglich überwiegend auf die natur- und technikwissenschaftlichen Fächer bezogen, werden inzwischen an alle Wissenschaftsbereiche und Disziplinen hohe Erwartungen hinsichtlich der Überführung ihrer Forschungsergebnisse in die Anwendung gerichtet."